# Mustalampi (Jyväskylä)
Mustalampi är en sjö i Finland. Den ligger i kommunen Jyväskylä i landskapet Mellersta Finland, i den södra delen av landet, 230 km norr om huvudstaden Helsingfors. Mustalampi ligger 182 meter över havet. I omgivningarna runt Mustalampi växer i huvudsak blandskog. Den är 6,1 meter djup. Arean är 2,4 hektar och strandlinjen är 0,82 kilometer lång. Sjön  ingår i Kymmene älvs huvudavrinningsområde. 